# Carlo Cioccala
Carlo Cioccala est un défenseur de rink hockey italien né en 1910 à Novare en Italie.

## Biographie

### Hockey Novara
Carlo Cioccala, ou Carletto est un défenseur de l'équipe du Hockey Novara pendant les années 1930. Après avoir remporté le championnat des équipes réserves en 1929 (avec Colombara, Genesi, Vannucchi, Lombardini e Pomella), il accède à l'équipe première avec laquelle il participe aux premiers succès du club ayant formé des joueurs tels que Grassi, Concia, Gallina, Cestagalli, Drisaldi, Zavattaro, qui ont remporté six titres dans les années 1930. Après la Seconde Guerre mondiale, il remporte son dernier championnat en 1946.

Il devient plus tard entraîneur professionnel et entraîneur de l'équipe nationale.

### L'équipe nationale
Cioccala a fait ses débuts en 1935 avec l'équipe nationale «B», à Trieste. Sous le maillot, il participe au premier championnat du monde organisé dans la ville de Stuttgart en 1936. Il termine à la seconde place derrière la sélection anglaise. Il participe aussi au championnat d'Europe à Herne Bay en 1937 et Anvers en 1938.

## Palmarès
- Champion d'Italie : 1930, 1931, 1932, 1933, 1934, 1936, 1946.
- Vice-champion du monde : 1936.